# Maja Lidia Kossakowska

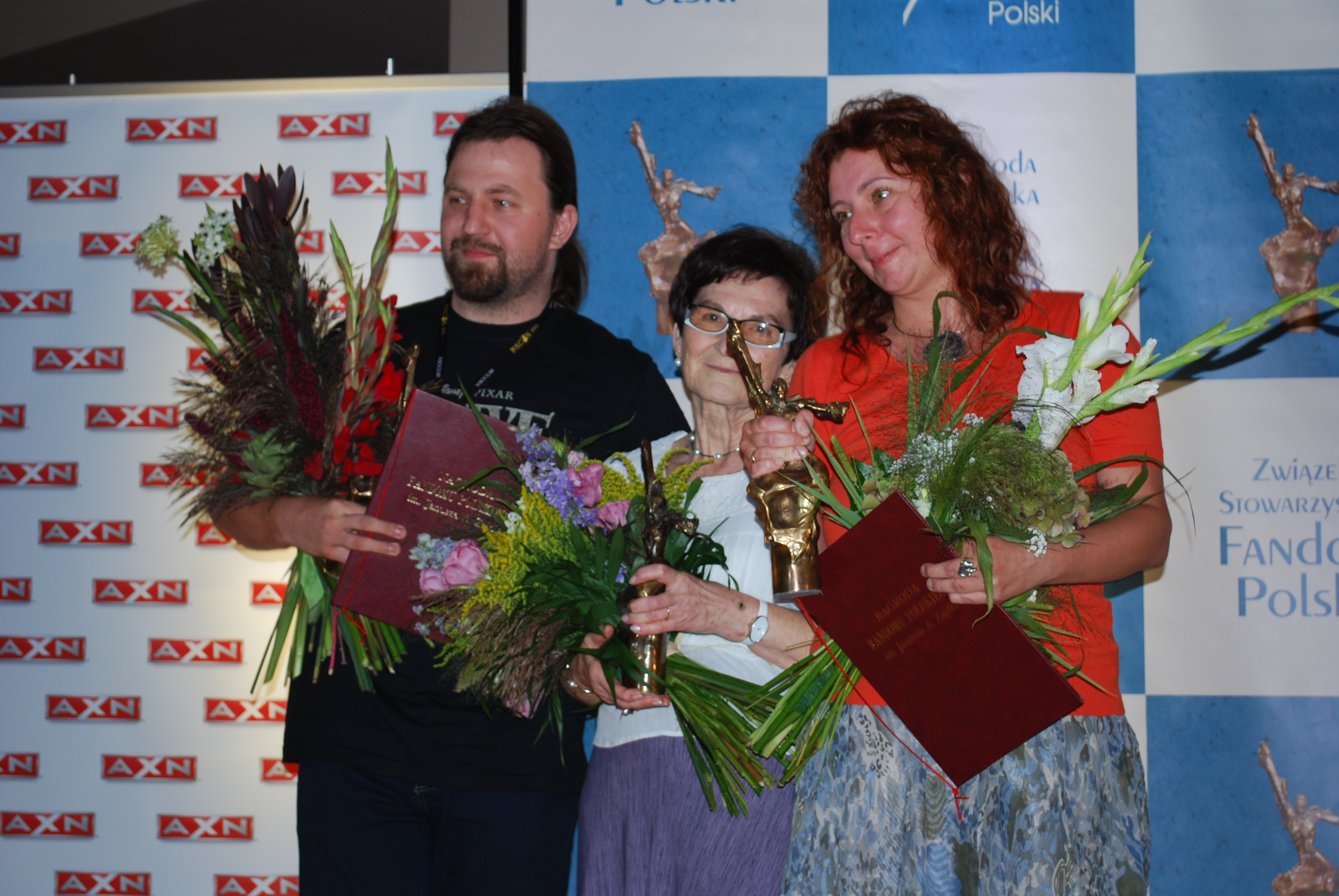
Maja Lidia Kossakowska i Jakub Ćwiek po wręczeniu nagrody im. Zajdla przez Jadwigę Zajdel podczas konwentu Polcon w roku 2012

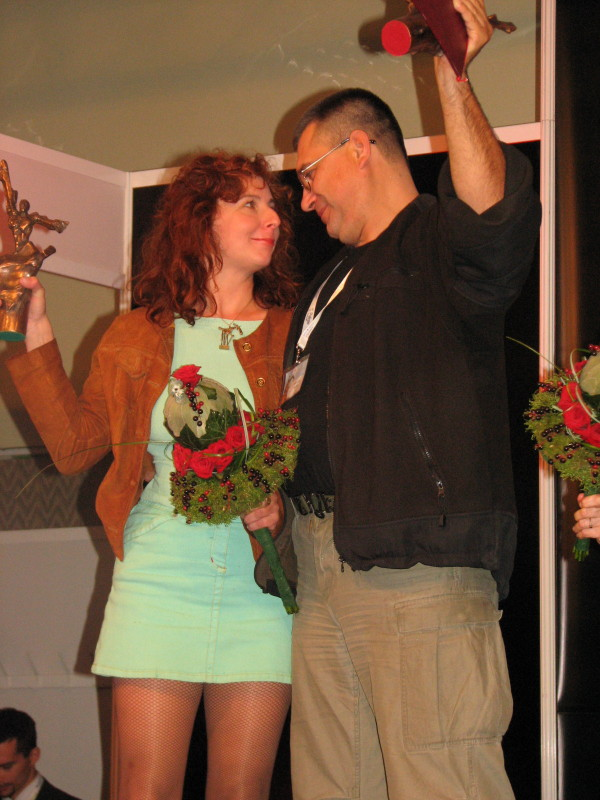
Maja Lidia Kossakowska i jej mąż Jarosław Grzędowicz ze statuetkami nagrody im. Zajdla na konwencie Polcon w 2006 roku

Maja Lidia Kossakowska-Grzędowicz (ur. 27 lutego 1972 w Warszawie, zm. 23 maja 2022 w Starych Załubicach) – polska pisarka fantastyki i dziennikarka, z wykształcenia archeolog. Była nazywana pierwszą damą polskiej fantastyki.
Autorka posługiwała się w swojej pracy tylko panieńskim nazwiskiem, nie chcąc, wedle jej słów, „mieszać i kombinować”. Jej debiut nastąpił przed ślubem, a jej mąż Jarosław Grzędowicz jest również czynnym pisarzem, także tworzącym fantastykę. Nie pisała jednak wspólnie z nim, choć uznawała go za swojego pierwszego czytelnika. 

## Życiorys
Absolwentka Liceum Sztuk Plastycznych (tytuł zawodowy plastyk–wystawiennik) oraz archeologii śródziemnomorskiej na Uniwersytecie Warszawskim. Wybierając kierunek myślała już o pisarstwie: chciała studiować coś, co w przyszłości pomoże jej w pisaniu fantastyki. Poza tym pracowała też jako dziennikarka (realizowała programy w TV) i malowała obrazy. Jej wiersze – obok utworów ks. Jana Twardowskiego, Juliana Tuwima czy Wisławy Szymborskiej – złożyły się na poetycki komentarz do wystawy polskich artystów plastyków „Anioły” (Kopenhaga, 2006).
Podawała się za jedną z tytularnych właścicielek pałacu Kossakowskich.
W sierpniu 2020 podpisała, wraz z wieloma innymi autorami polskiej fantastyki (Rafał Ziemkiewicz, Andrzej Pilipiuk, Jacek Dukaj, Jacek Piekara, Jarosław Grzędowicz), list otwarty w obronie Jacka Komudy i wolności słowa. Sam list był odpowiedzią na samokrytykę wystosowaną przez „Nową Fantastykę”, związaną z wcześniejszą publikacją opowiadania Komudy na łamach tego miesięcznika, przez część czytelników uznanego za opowiadanie homofobiczne.
Zginęła w pożarze domku letniskowego w nocy z 22 na 23 maja 2022. 20 czerwca 2022 została pochowana na Cmentarzu Powązkowskim w Warszawie.

## Twórczość
Debiutowała w 1997 roku opowiadaniem Mucha zamieszczonym na łamach czasopisma „Fenix”. Na jego bazie powstała jednoaktowa sztuka. W 2001 roku otrzymała Srebrny Glob w kategorii opowiadanie roku za utwór Beznogi tancerz. W ciągu dwóch lat wyróżniona została czterema nominacjami do Nagrody im. Janusza Zajdla m.in. za opowiadania: Sól na pastwiskach niebieskich, Schizma, Beznogi tancerz i Żarna niebios. Mikropowieść Zwierciadło znalazła się na trzeciej pozycji w rankingu czytelników „Sfinksa”.
Autorka napisała trzy książki o tematyce anielskiej: Obrońcy Królestwa (zbiór opowiadań, fabuła związana z Siewcą Wiatru, dzieje się bezpośrednio przed nią, 2003), Siewca Wiatru (powieść, 2004; do powieści tej Kossakowska dołączyła obszerny słownik pojęć, nazw, formacji militarnych oraz imion, który został stworzony specjalnie na potrzeby utworów o tematyce związanej z aniołami) oraz Żarna niebios (zbiór opowiadań, reedycja Obrońców Królestwa uzupełniona o dwa nowe opowiadania – Gringo i Żarna niebios, 2008). Później ujawniła swoją fascynację mitologią Jakutów, czemu wyraz dała w książce pt. Ruda sfora.
W 2009 r. ukazały się jej cztery mikropowieści pod wspólnym tytułem Upiór Południa, które autorka określała mianem najważniejszych i najpełniejszych opowieści jakie kiedykolwiek napisała.
W roku 2006 otrzymała Złotego Kota za cykl anielski. W 2007 Śląkfę dla Twórcy Roku. Ośmiokrotnie nominowana do Nagrody im. Janusza Zajdla, otrzymała ją w 2007 roku za opowiadanie Smok tańczy dla Chung Fonga, oraz w 2012 za powieść Grillbar Galaktyka.

### Inspiracje pisarskie
Za swojego mistrza spośród pisarzy fantastyki uznawała Gene’a Wolfe’a, którego ceniła za „niesamowitą zdolność kreowania mentalności starożytnej z nieprawdopodobną erudycją”. Raya Bradbury’ego uważała za mistrza słowa. Poza tym autorka uczyła się pisać, czytając twórców amerykańskich takich, jak John Steinbeck czy William Faulkner. Dobrze znane były jej też nazwiska z literatury iberoamerykańskiej, jak Julio Cortazar.

## Publikacje

### Książki

#### CyklZastępy Anielskie
- Obrońcy Królestwa, zbiór opowiadań (Runa 2003)
- Siewca Wiatru, powieść (Fabryka Słów, styczeń 2004)
- Żarna niebios, zbiór opowiadań, reedycja Obrońców Królestwa uzupełniona o dwa nowe opowiadania (Fabryka Słów, sierpień 2008)
- Zbieracz burz, tom 1, powieść (Fabryka Słów, luty 2010)
- Zbieracz burz, tom 2, powieść (Fabryka Słów, wrzesień 2010)
- Bramy światłości, tom 1, powieść (Fabryka Słów, styczeń 2017[15])
- Bramy światłości, tom 2, powieść (Fabryka Słów, luty 2018)
- Bramy światłości, tom 3, powieść (Fabryka Słów, listopad 2018)

#### Pozostałe
- Zakon Krańca Świata, tom 1, powieść (Fabryka Słów, lipiec 2005)
- Zakon Krańca Świata, tom 2, powieść (Fabryka Słów, sierpień 2006)
- Więzy krwi, zbiór opowiadań (Fabryka Słów, luty 2007)
- Ruda sfora, powieść (Fabryka Słów, sierpień 2007)
- Upiór południa. Czerń, powieść (Fabryka Słów, lipiec 2009)
- Upiór południa. Pamięć Umarłych, powieść (Fabryka Słów, sierpień 2009)
- Upiór południa. Burzowe Kocię, powieść (Fabryka Słów, wrzesień 2009)
- Upiór południa. Czas mgieł, powieść (Fabryka Słów, październik 2009)
- Grillbar Galaktyka, powieść (Fabryka Słów, październik 2011)
- Takeshi Cień Śmierci, tom 1, powieść (Fabryka Słów, kwiecień 2014)
- Takeshi. Taniec Tygrysa, tom 2, powieść (Fabryka Słów, czerwiec 2015)
- Takeshi 3: Pałac umarłych, tom 3, powieść (Fabryka Słów, maj 2023)

### Opowiadania
- Mucha („Fenix” nr 60, styczeń 1997)
- Sól na pastwiskach niebieskich („Fenix” nr 86, lipiec 1999, zbiór opowiadań Obrońcy Królestwa, Runa 2003)
- Schizma („Fenix” nr 88, wrzesień 1999)
- Hekatomba („Fenix” nr 90, 2000)
- Wieża zapałek („Magia i Miecz”, kwiecień 2000, zbiór opowiadań Obrońcy Królestwa, Runa 2003)
- Kosz na śmierci („Fenix” nr 93, 2000, zbiór opowiadań Obrońcy Królestwa, Runa 2003)
- Beznogi tancerz („Fenix” nr 98, 2000, zbiór opowiadań Obrońcy Królestwa, Runa 2003)
- Diorama („Fenix” nr 101, 2001)
- Zwierciadło, mikropowieść (antologia Wizje alternatywne 4, Solaris 2002)
- Żarna niebios („Fenix” nr 106, 2001, antologia Zajdel 2002, Fabryka Słów 2003)
- Światło w tunelu (zbiór opowiadań Obrońcy Królestwa, Runa 2003)
- Zobaczyć czerwień (zbiór opowiadań Obrońcy Królestwa, Runa 2003)
- Dopuszczalne straty (zbiór opowiadań Obrońcy Królestwa, Runa 2003)
- Smuga krwi (zbiór opowiadań Obrońcy Królestwa, Runa 2003)
- Serce wołu (antologia PL +50. Historie przyszłości, Wydawnictwo Literackie 2004)
- Więzy krwi (antologia Demony, Fabryka Słów 2004)
- Spokój Szarej Wody (antologia Małodobry, Fabryka Słów 2004)
- Smutek (antologia Wizje alternatywne 5, Solaris 2004)
- Szkarłatna Fala (zbiór opowiadań Deszcze Niespokojne, Fabryka Słów 2005)
- Smok tańczy dla Chung Fonga (antologia Księga smoków, Runa 2006)

## Nagrody
- Srebrny Glob za opowiadanie Beznogi tancerz, 2001[13]
- Złoty kot za cykl anielski, 2006[16]
- Śląkfa dla Twórcy Roku, 2007[16]
- Nagroda im. Janusza A. Zajdla za opowiadanie Smok tańczy dla Chung Fonga, 2007[16]
- Nagroda im. Janusza A. Zajdla za powieść Grillbar Galaktyka, 2012
- Fawkes dla książki z cienia 2018 za cykl Upiór południa[17]